# アブドッラー・シルバーヤ
アブドッラー・ハーリド・シルバーヤ（英: Abdullah Shelbayh, 英語発音: /ˌæbˈdʌlə ʃɪlˈbaɪə/; 阿: عبد الله شلباية, MSA発音: /ʕabd aɫ.ɫaːh ʃil.baː.ja/, アラビア語レバント方言発音: [ʕab.ˈdɑlˤ.lˤɑ  ʃɪl.ˈbæː.je]; 2003年11月16日 - ）は、ヨルダン出身の男子プロテニス選手。ATP自己最高ランキングはシングルス188位・ダブルス518位。身長180cm、体重73kg。左利き、バックハンドは両手打ち。

## 経歴
14歳まではヨルダンで父からテニスの指導を受けた。
ラファエル・ナダルのファンで、利き腕を右から左へ矯正。14歳からララ・ファイサル王女の援助を受けて、ラファ・ナダル・アカデミーに入学しマヨルカ島へ移住。
2021年からフロリダ大学に1年だけ在籍。ベン・シェルトンとチームメイトになり、ベンの父でありコーチであるブライアンから指導を受けた。2022年6月にプロへ転向するためにマヨルカ島に戻った。大学は通信教育で続けたが、12月に退学する。
2022年7月にITFの大会のシングルスで連続優勝。8月のラファ・ナダル・オープンでワイルドカードとして本戦入りしチャレンジャーデビュー。初戦のシュトリッカーを2-0で下し、ヨルダン出身の選手としては初めてチャレンジャーの大会で勝利を挙げた。この大会はベスト4まで勝ち進んだ。
2023年2月のマナーマのシングルスでチャレンジャー決勝に初進出。決勝はコキナキスに0-2で敗れ、準優勝となった。
同月カタール・オープンでワイルドカードとしてATPツアーデビュー。初戦で權順宇にフルセットで敗れた。
4月のムルシア・オープンのダブルスでダニエル・リンコンとペアを組み、チャレンジャーで初優勝を挙げる。
同月のバニャルカで予選を勝ち抜き本戦入りすると、1回戦のエリアス・イマーをストレートで下し、ATPツアー初勝利を挙げる。2回戦はケツマノビッチに2-0で敗れた。
5月のマドリード・オープンでワイルドカードとしてマスターズデビュー。シングルス・ダブルス共に初戦で敗れた。
10月のチャールストンで、チャレンジャーシングルスで2回目の優勝を挙げる。
11月のモゼール・オープンでシングルスベスト16まで勝ち進み、ATPランキングTOP200入りを果たす。
同月のネクストジェンATPファイナルズにワイルドカードとしてエントリー。

## ATPチャレンジャーツアー・ITFワールドテニスツアー決勝

### シングルス: 4勝2敗
| 大会グレード                     |
| -------------------------------- |
| ATPチャレンジャーツアー (1勝1敗) |
| ITFワールドテニスツアー (3勝1敗) |

| サーフェス別    |
| --------------- |
| ハード (3勝1敗) |
| クレー (0戦)    |
| グラス (0戦)    |

| 結果   | 勝-敗 | 日時       | 大会             | サーフェス    | 対戦相手               | スコア                   |
| ------ | ----- | ---------- | ---------------- | ------------- | ---------------------- | ------------------------ |
| 優勝   | 1–0   | 2022年7月  | M15 モナスティル | ハード        | ダニエル・リンコン     | 2–1 ret.                 |
| 優勝   | 2–0   | 2022年7月  | M15 モナスティル | ハード        | スカンデル・マンスーリ | 7–6(7–3), 6–4            |
| 優勝   | 3–0   | 2022年12月 | M15 トルナヴァ   | ハード (屋内) | ダニエル・リンコン     | 6–1, 6–4                 |
| 準優勝 | 3–1   | 2023年1月  | M25 マナコル     | ハード        | ダニエル・リンコン     | 6–7(0–7), 6–3, 6–7(9–11) |
| 準優勝 | 3–2   | 2023年2月  | マナーマ         | ハード        | タナシ・コキナキス     | 1–6, 4–6                 |
| 優勝   | 4–2   | 2023年10月 | チャールストン   | ハード        | Oliver Crawford        | 6–2, 6–7(5–7), 6–3       |

### ダブルス: 3勝2敗
| 大会グレード                     |
| -------------------------------- |
| ATPチャレンジャーツアー (1勝0敗) |
| ITFワールドテニスツアー (2勝2敗) |

| サーフェス別    |
| --------------- |
| ハード (0勝2敗) |
| クレー (3勝0敗) |
| グラス (0戦)    |

| 結果   | 勝-敗 | 日時       | 大会               | サーフェス    | パートナー         | 対戦相手                                           | スコア                |
| ------ | ----- | ---------- | ------------------ | ------------- | ------------------ | -------------------------------------------------- | --------------------- |
| 優勝   | 1–0   | 2020年11月 | M15 バイドレーシュ | クレー        | Pedro Vives Marcos | ホルガ・ルーネ Eric Vanshelboim                    | 7–5, 6–3              |
| 準優勝 | 1–1   | 2021年7月  | M15 モナスティル   | ハード        | Pedro Vives Marcos | Arthur Bouquier サンティアゴ・ロドリゲス・タベルナ | 7–6(7–2), 3–6, [6–10] |
| 優勝   | 2–1   | 2021年10月 | M15 ネイプルズ     | クレー        | ブルーノ・クズハラ | ヨハネス・インギルスン ドゥアルテ・ヴァーレ        | 6–4, 6–1              |
| 準優勝 | 2–2   | 2022年12月 | M15 トルナヴァ     | ハード (屋内) | 黄澤林             | ダニエル・リンコン ダニエル・バイエホ              | 4–6, 2–6              |
| 優勝   | 3–2   | 2023年4月  | ムルシア           | クレー        | ダニエル・リンコン | セルヒオ・マルトス・ゴルネス マルコ・ボルロッティ  | 7–6(7–3), 6–4         |

## ジュニアグランドスラム ダブルス決勝
| 結果   | 年   | 大会           | サーフェス | パートナー         | 対戦相手                                                      | スコア   |
| ------ | ---- | -------------- | ---------- | ------------------ | ------------------------------------------------------------- | -------- |
| 準優勝 | 2021 | ウィンブルドン | グラス     | ダニエル・リンコン | エダス・ブトヴィラス アレハンドロ・マンサネーラ・ペルトゥーサ | 3–6, 4–6 |

## 関連リンク
- アブドッラー・シルバーヤ - ATPツアーのプロフィール （英語）
- アブドッラー・シルバーヤ - 国際テニス連盟
- アブドッラー・シルバーヤ - デビスカップのプロフィール （英語）